# Debo saber
«Debo saber» es una canción de la película Barbie as the Island Princess, interpretada en la película por Brittany Murphy junto a Johnny Sigal, y en el DVD por Belinda, producida por Mattel de México.

## Información
El tema fue presentado el 12 de septiembre del 2007 en la presentación de la película en la Ciudad de México. El DVD de la película fue publicado el 14 de septiembre del 2007.
El tema musical no ha salido en ningún álbum, pero el video musical de la canción fue lanzado en octubre del 2007 en la edición especial del DVD.
La versión original de la película en inglés se llama I Need To Know (Necesito Saber en español), es cantada por Melissa Lyons junto a Alessandro Juliani, y escrita por Megan Cavallari, Rob Hudnut, Amy Powers y fue publicada en la banda sonora de la película en inglés, en la que también aparece la versión pop..